# Salvia dorystaechas
Salvia dorystaechas, polugrm ili grm, vrsta žalfije, nekada uključivana u zaseban monotipski rod Dorystaechas. Turski je endem, koji raste na vjetrometinama Taurusa na jugozapadu Turske.

## Sinonimi
- Dorystaechas Boiss. & Heldr. ex Benth.
- Dorystaechas hastata Boiss. & Heldr. ex Benth.; Prodr. [A. DC.] 12: 261 (1848)